# Prohypotyphla longicauda
Prohypotyphla longicauda är en tvåvingeart som beskrevs av Vanschuytbroeck 1963. Prohypotyphla longicauda ingår i släktet Prohypotyphla och familjen Pyrgotidae.
Artens utbredningsområde är Kongo. Inga underarter finns listade i Catalogue of Life.